# 극장판 도라에몽: 진구의 인어대해전
《극장판 도라에몽: 진구의 인어대해전》(映画ドラえもん のび太の人魚大海戦)은 2010년 3월 6일에 개봉한 30번째 극장판 영화이다. 미즈타 와사비 성우진의 5번째 영화이자, 미즈타 와사비 성우진의 2번째 오리지널 영화 작품이다. 일본 흥행수입은 31.6억엔이다.

## 개요
극장판 도라에몽: 진구의 인어대해전은 원작 만화 40주년, 영화 도라에몽 30주년 기념 작품이다. 2010년은 영화 도라에몽 30주년이 되는 해다. 2010년까지 2005년을 제외하고 1년에 1편씩 개봉했고, 1980년 1번째 영화, 《도라에몽 노비타의 공룡》이 개봉한 이래로 2010년까지 총 30개의 극장판(영화)이 나왔다.

## 표어
- DORAEMON THE LEGEND
- ありがとう! 30TH DORAEMON THE MOVIE (고마워! 30번째 도라에몽 영화)
- ありがとう! 映画30周年! (고마워! 영화 30주년!)
- 僕らのキズナは、海より深い! (우리들의 유대는 바다보다 깊다!)

## 스태프
- 원작 : 후지코.F.후지오
- 감독 : 쿠스바 코조
- 각본 : 신포 유이치
- 작화 감독 : 아사노 나오유키
- 미술 감독 : 코가 토요루
- 녹음 감독 : 다나카 아키요시
- 음악 : 사와다 칸

## 성우
- 도라에몽 : 미즈타 와사비
- 노비타 : 오오하라 메구미
- 시즈카 : 카카즈 유미
- 자이언 : 키무라 스바루
- 스네오 : 세키 토모카즈
- 도라미 : 치아키
- 소피아 : 다나카 리에
- 하리보 : 이이즈카 마유미
- 온디누 : 마야 미키
- 메지나 박사 : 누쿠미즈 요이치
- 삿카나 : 사카나군
- 부이킹 : 야마노 후비토
- 토라기스 : 켄도 고바야시

## 삽입곡
- 《먼 바다에서 온 당신》(《遠い海から来たあなた》)
작사・노래：타케다 테츠야、작곡：佐孝康夫、편곡：小西貴雄（ユニバーサルミュージック・NAYUTAWAVE RECORDS）

삽입곡 〈먼 바다에서 온 당신〉은 타케다 테츠야가 맡았다. 타케다 테츠야는 도라에몽 첫 번째 극장판인 1980년 《노비타의 공룡》에서 17번째 극장판인 1996년 《노비타와 은하초특급》까지 영화 도라에몽의 주제가의 작사를 담당하였다. 그러나 1996년 도라에몽 원작가 후지코. F. 후지오가 사망하자, 타케다 테츠야는 도라에몽 극장판의 주제가 담당을 그만둔다. 그러다가 2010년 이 작품에서 삽입곡 〈먼 바다에서 온 당신〉의 노래 및 작사를 담당하였다.

## 주제가
- 오프닝
꿈을 이루어줘 도라에몽(夢をかなえてドラえもん)
노래 : mao

- 엔딩
돌아가는 장소(帰る場所)
작사・작곡：SoulJa 
노래：아오야마 테루마 (青山テルマ)